# Mamberamo
Il Mamberamo (indonesiano: Sungai Mamberamo) è un fiume dell'Indonesia, che scorre nella zona sud-occidentale dell'isola di Nuova Guinea, nella provincia di Papua.
Il fiume nasce dalla confluenza dei fiumi Tariku e Taritatu. Da qui, il fiume scorre in direzione nord entrando in una grande vallata che attraversa i monti Van Rees (Pegunungan Van Rees), per poi raggiungere la pianura paludosa dove forma il suo ampio delta. Il Mamberamo sfocia nell'Oceano Pacifico, poco a nord di Capo d'Urville (Tanjung D'Urville), dopo aver percorso circa 670 km. Il lago di Rombebai e di Bira si trovano lungo il suo percorso.
Il Mamberamo ha un bacino idrografico di 138.877 km² e una profondità che varia tra gli 8 e i 33 metri. Secondo una ricerca condotta nel 1983, la portata d'acqua può raggiungere i 5.500 m³/secondo. Il fiume è navigabile per circa 240 km dalla foce.

## Storia
Nel 1545, il navigatore spagnolo Íñigo Ortiz de Retes navigò lungo la costa settentrionale della Nuova Guinea. Arrivato alla foce del fiume Mamberamo, dichiarò il territorio proprietà della Corona spagnola, e l'isola venne battezza "Nuova Guinea", nome con cui oggi è ancora conosciuta.
Il primo europeo a risalire il fiume è stato l'olandese Braam Van Morris nel 1883. Morris, che abitava nelle isole Molucche, remò lungo il fiume per accertarsi se fosse navigabile dalle navi a vapore. L'anno seguente, nel 1884, Bram Van Morris ritornò con la sua nave a vapore Harvik e risalì il fiume per 80 km.

## Ecologia
Il bacino del Mamberamo offre riparo ad alcuni popoli mai entrati in contatto con la "moderna" civilizzazione e presenta una straordinaria biodiversità; ad esempio lungo il fiume vivono due specie di coccodrillo: Crocodylus porossus e Crocodylus novaquinea. Nel 1990, il governo indonesiano aveva progettato di costruire una grande diga idroelettrica sul Mamberamo che avrebbe sommerso gran parte della zona. Questo progetto è stato poi accantonato a causa della crisi finanziaria indonesiana del 1998-1999, ma vi è preoccupazione da parte dei gruppi ambientalisti che il progetto possa essere ripreso in futuro.
L'area del Mamberamo, in linea di massima, è rinchiusa dalle vicine catene montuose, tra cui Van Rees e i Monti Foja (noti anche come Foya). In questa area è stata effettuata una ricerca condotta dall'Istituto scientifico Conservation International, l'Istituto indonesiano delle Scienze e l'Università di Cenderawasih. Il team scientifico ha scoperto innumerevoli nuove specie animali e vegetali, tra cui due nuove specie di uccelli, il Parotia berlepschi un nuovo tipo di uccello del Paradiso e un uccello mielivoro (che si nutre solo di miele), venti nuove specie di rane e cinque nuovi tipi di palme.

## Utilizzi del fiume
I residenti locali utilizzano il Mamberamo come via di trasporto. Lungo le rive del fiume vengono coltivate piante di sago.
Fra le risorse presenti nell'area intorno al fiume, si segnalano carbone, gas naturale e oro.